# Paul Armengaud
Paul François Maurice Armengaud (Comigne, 28 settembre 1879 – Parigi, 27 luglio 1970) è stato un generale francese, già distintosi come ufficiale nel corso della prima guerra mondiale.
Il 16 novembre 1929 divenne comandante dell'aeronautica militare nel Marocco francese, partecipando alla guerra del Rif. Ritornato in Francia tra il 1932 e il 1933 fu comandante del Centro di addestramento tattico dell'aeronautica militare (Centre d'Études Tactiques de l'Aéronautique), capo del gabinetto militare del Ministro dell'aviazione Paul Painlevé.  Il 27 dicembre 1932 fu nominato membro del Consiglio Supremo dell'Aeronautica, e il 1º aprile 1933 divenne generale di divisione aerea, assegnato all'Armée de l'air. Ispettore delle scuole presso il Ministero dell'Aeronautica tra il 1933 e il 1934, Ispettore dell'Armée de l'air all'estero dal 1934 al 1935, comandante della 5ª Regione aerea. Fu Ispettore per la difesa aerea della Francia centrale dal 21 aprile 1935 al 1936, e dopo l'inizio della seconda guerra mondiale fu richiamato in servizio attivo il 2 settembre 1939. Promosso generale d'armata aerea, fino al 6 novembre fu Capo della missione dell'aeronautica francese in Polonia. Prestò poi servizio come comandante della 2ª Regione aerea tra il 6 novembre 1939 e il 24 giugno 1940, comandante della 4ª Regione aerea dal 24 giugno al 1º luglio 1940 e comandante della 36ª Regione aerea dal 1° al 30 luglio 1940.

## Biografia
Nacque a Comigne, Aude, il 1 giugno 1884, figlio di François Jean Charles e Léontine Augustine Premery. Dopo aver frequentato la École spéciale militaire de Saint-Cyr, fu nominato sottotenente il 1 ottobre 1901 e tenente il 1 ottobre 1903. Assegnato all'140º Reggimento fanteria, poi all'80º Reggimento fanteria e quindi al 27º Reggimento fanteria; tra il 24 settembre 1908 e il 24 giugno 1910 frequentò la Ecole de guerre, ricevendo poi un incarico presso lo stato maggiore del XVII Corpo d'armata (10 gennaio 1911), a quello della 34ª Divisione. Promosso capitano il 23 settembre 1913, fu assegnato al 14º Reggimento fanteria. Dopo lo scoppio della prima guerra mondiale, il 2 agosto 1914 fu assegnato come osservatore dall'aeroplano all'Armée de Dijon e divenne capo del servizio di ricognizione aerea. Il 26 novembre divenne aiutante del comandante del servizio aeronautico della XIe Armée. Il 15 marzo 1916 divenne capo del,settore aeronautico dell'Armée de Verdun. Promosso maggiore il 6 luglio 1917, il 4 agosto fu assegnato come capo della sezione aeronautica alla Missione presso il quartier generale dell'US Army. Dopo la fine del conflitto, il 27 febbraio 1919 fu messo a disposizione del Ministero della guerra, e il 27 gennaio 1920 allo stato maggiore particolare del Ministro della guerra.
Assegnato all'Aéronautique Militaire, che allora faceva parte dell'esercito, il 13 luglio 1921 fu promosso tenente colonnello e prestò servizio come capo di stato maggiore presso l'Ispettorato generale dell'aviazione fino al 20 giugno 1924. Divenne poi comandante del 37º Reggimento d'aviazione il 21 giugno 1924 e fu promosso colonnello il 25 marzo 1925. In quanto tale, divenne in seguito comandante della 1ª Brigata aerea e ricevette la promozione a generale di brigata il 19 maggio 1928.
Il 16 novembre 1929 divenne comandante dell'aeronautica militare nel Marocco francese e il 1 settembre 1931 fu promosso generale di divisione. Nel 1932 tornò in Francia e tra il 1932 e il 1933 fu comandante del Centro di addestramento tattico dell'aeronautica militare (Centre d'Études Tactiques de l'Aéronautique). Allo stesso tempo, il 14 giugno 1932, divenne capo del gabinetto militare del Ministero dell'Aviazione e quindi uno dei collaboratori più stretti dell'allora ministro Paul Painlevé.  Il 27 dicembre 1932 fu nominato membro del Consiglio Supremo dell'Aeronautica, e il 1º aprile 1933 divenne generale di divisione aerea, assegnato all'Armée de l'air e fu ispettore delle scuole presso il Ministero dell'Aeronautica tra il 1933 e il 1934.
Tra il 1934 e il 21 aprile 1935 ricoprì il ruolo di Ispettore dell'Armée de l'air all'estero e comandante della 5ª Regione aerea. Promosso generale di corpo d'armata aerea il 17 aprile 1934 e prestò servizio come Ispettore per la difesa aerea della Francia centrale dal 21 aprile 1935 al 1936. L'11 marzo 1936 fu nominato Grande ufficiale della Legion d'onore e si ritirò dal servizio attivo sette mesi dopo, il 14 ottobre 1936.
Dopo l'inizio della seconda guerra mondiale, fu richiamato in servizio attivo il 2 settembre 1939 e promosso generale d'armata aerea. Fino al 6 novembre fu Capo della missione dell'aeronautica francese in Polonia. Successivamente prestò servizio come comandante della 2ª Regione aerea tra il 6 novembre 1939 e il 24 giugno 1940. Per i suoi servizi, il 31 dicembre 1939 fu insignito della Gran croce della Legion d'onore. Dal 24 giugno al 1º luglio 1940 fu comandante della 4ª Regione aerea, e dal 1° al 30 luglio 1940 della 36ª Regione aerea. Posto in congedo un primo congedo, lasciò definitivamente il servizio il 28 settembre 1941. Si spense a Parigi il 27 luglio 1970.

## Pubblicazioni
- Quelques enseignements des campagnes du Riff en matière l'aviation (1925-1926), Impr. éditions Berger-Levy, Nancy-Paris-Strassbourg, 1928.
- La Pacification de l'Afrique encore insoumise, Impr. éditions Berger-Levrault, Nancy-Paris–Strasbourg. 1930.
- Le Renseignement aérien sauvegarde des armées,  Impr. Firmin-Didot. Mesnil, 1934.
- L'Atmosphère du champ de bataille , Charles-Lavauzelle,  Paris, 1940.
- Le Drame de Dunkerque, Impr. de Plon, Paris, 1948.
- Batailles politiques et militaires sur l'Europe: témoignages, 1932-1940, Éditions du Myrte (Impr. du Parnasse), Paris, 1948.

### Fonti
1. 1 2 3 4 5 6 7 8 9 10 11 12 13 14  Generals.
2. ↑  Geneanet.
3. 1 2 3 4 5 6 7 8 9 10 11 12 13 14 15  Leonore.